# Pompa śmigłowa
Pompa śmigłowa – pompa wirowa krętna o wirniku śmigłowym.
Śmigłowy wirnik (1) (niekiedy z łopatkami o regulowanym nachyleniu) umieszczony jest w osiowym korpusie (2). Dopływ (3), odpływ (4) oraz przepływ cieczy przez wirnik jest osiowy. Ciecz opuszczająca wirnik trafia do kierownicy łopatkowej (5) gdzie jej moment pędu zamieniany jest w energię ciśnienia. Pompy śmigłowe pracują niemal wyłącznie w położeniu pionowym.

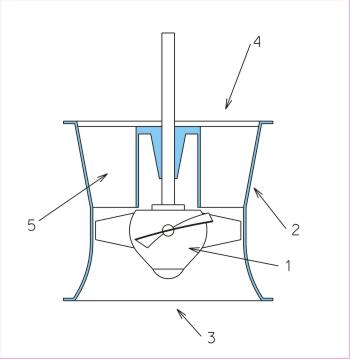
Pompa śmigłowa

Pompy śmigłowe osiągają niewielką wysokości podnoszenia – przeważnie poniżej 12 m oraz bardzo wysokie wydajności dochodzące do 40 000 m³/h. Pompy śmigłowe stosowane są w instalacjach przemysłowych I energetycznych.
Sprawność energetyczna pompy śmigłowej leży w zakresie od η=0,8 do η=0,9.